# Phymatopteris dactylina
Phymatopteris dactylina là một loài thực vật có mạch trong họ Polypodiaceae. Loài này được (H. Christ) Pic. Serm. miêu tả khoa học đầu tiên năm 1973.